# カイオ・シウヴァ・メンデス
カイオ（Kaio）ことカイオ・シウヴァ・メンデス（ポルトガル語: Kaio Silva Mendes、1995年3月18日 - ）は、ブラジルのサッカー選手。ポジションはMF。

## クラブ歴
グレミオFBPAで2015年に選手となったが、同年のカンピオナート・ブラジレイロ・セリエAではベンチに入る事はあれど出場機会は無かった。翌2016年2月10日にカンピオナート・ガウショのヴェラノポリスECRC戦でハーフタイムにモイゼスに代えて出場しプロ初出場。同年、コパ・リベルタドーレス2016を制したので、FIFAクラブワールドカップ2017に帯同した。

## タイトル
グレミオFBPA
- コパ・ド・ブラジル: 2016
- コパ・リベルタドーレス: 2017
- レコパ・スダメリカーナ: 2018

イトゥアーノFC
- カンピオナート・ブラジレイロ・セリエC: 2021